# Martha Tilton
Martha Tilton (14 de noviembre de 1915 – 8 de diciembre de 2006) fue una popular cantante estadounidense, conocida principalmente por su grabación en 1939 del tema "And the Angels Sing" con Benny Goodman. En ocasiones fue conocida como The Liltin' Miss Tilton.

## Primeros años
Nacida en Corpus Christi (Texas), Tilton y su familia vivieron en Texas y Kansas, mudándose a Los Ángeles cuando ella tenía siete años de edad. Mientras estudiaba en la Fairfax High School de Los Ángeles, ella cantaba en una pequeña emisora radiofónica, siendo descubierta por un agente que oía el programa, y que la contrató para actuar en emisoras de mayor importancia. Tras ello dejó la high school en Cuarto Grado, uniéndose a la banda de Hal Grayson.
Tras cantar como componente del cuarteto Three Hits and a Miss, entró en el coro de Jeff Alexander, actuando en el show radiofónico de Benny Goodman Camel Caravan. Goodman contrató a Tilton para actuar como vocalista de su banda en agosto de 1937. Trabajaba con Goodman en enero de 1938, cuando el grupo interpretó la primera sesión de jazz oída en el Carnegie Hall, y siguió en la formación hasta finales de 1939.

## Discos
Tilton tuvo un gran éxito entre 1942 y 1949 como una de las primeras artistas en grabar para Capitol Records. Su primera grabación para el sello fue "Moon Dreams", tema compuesto por Johnny Mercer y por el pianista de Glenn Miller Chummy MacGregor en 1942. "Moon Dreams" sería grabado por Glenn Miller en 1944 y por Miles Davis en 1950. Entre sus mayores éxitos en solitario figuran: "I'll Walk Alone," una balada de los años bélicos que llegó en 1944 al número 4 de las listas; "I Should Care" y "A Stranger in Town," ambos temas número 10 en 1945; y tres composiciones en 1947, "How Are Things in Glocca Morra" (del musical Finian's Rainbow), que llegó al número 8, "That's My Desire" (número 10), y "I Wonder, I Wonder, I Wonder", que consiguió el número 9. 
Tras dejar Capitol, Tilton grabó para otros sellos, entre ellos Coral Records y Tops. Entre sus álbumes posteriores figuran We Sing the Old Songs (1957, Tops), una mezcla de antiguas y nuevas canciones cantadas con el barítono Curt Massey.

## Radio
Massey y Tilton protagonizaron Alka-Seltzer Time, un programa radiofónico de 15 minutos emitido por CBS y Mutual. Patrocinado por Alka-Seltzer, el show se inició en 1949 con el título de Curt Massey Time (a veces también como Curt Massey Time with Martha Tilton), cambiando el nombre del programa en 1952 a fin de destacar al patrocinador. El programa consistía en unas sesiones informales de canciones interpretadas por Massey y Tilton, esta última en ocasiones apareciendo en los créditos como "The liltin' Martha Tilton." Los dos cantantes, originarios ambos de Texas, cantaban con Country Washburne y su orquesta, con Charles LaVere al piano. La serie finalizó el 6 de noviembre de 1953. 
Sin embargo, Massey y Tilton siguieron actuando juntos en los últimos años cincuenta en shows como Guest Star o Stars for Defense. También grabaron juntos un álbum, We Sing the Old Songs (1957), y fueron presentadores de un programa diario televisivo de media hora de duración emitido en Los Ángeles por un período aproximado de siete años.

## Cine
Entre las películas en las que participó Tilton se encuentran Sunny (1941), Swing Hostess (1944), Crime, Inc. (1945), y The Benny Goodman Story (1956). Su última actuación para el cine fue en el papel de la vocalista de una banda en el telefilme Queen of the Stardust Ballroom (1975). La voz de Tilton se utilizó para doblar a otras actrices, entre ellas Barbara Stanwyck, Martha O'Driscoll y Anne Gwynne. Además, también actuó en varios musicales de la década de 1940.
Martha Tilton falleció en Brentwood (California), por causas naturales, en 2006. Fue enterrada en el Cementerio Forest Lawn Memorial Park de Hollywood Hills.